# Dagny Carlsson
För bloggaren med samma namn, se Dagny Carlsson (bloggare) (1912–2022).
Dagny Lisbet Margareta Carlsson, senare Wistrand, född 26 oktober 1923 i Helsingborg, död 17 augusti 1975 i Raus, var en svensk friidrottare (spjutkastning och mångkamp). Hon tävlade för IS Göta i Helsingborg.